# Bont stormvogeltje
Het bont stormvogeltje (Pelagodroma marina) is een kleine zeevogel uit de familie van de zuidelijke stormvogeltjes.

## Kenmerken
De bovenzijde is donkerbruin of zwart, terwijl de onderzijde witachtig is. De staart heeft een hoekige vorm en de snavel is haakvormig. De lichaamslengte bedraagt 18 tot 21 cm, de spanwijdte 42 tot 43 cm en het gewicht 40 tot 70 gram.

## Leefwijze
Bemerkt de vogel een prooi in het water, dan blijft hij stil hangen, het zogenaamde 'bidden'. Zijn voedsel bestaat uit grof plankton, kleine inktvissen en afval van de walvisvangst.

## Voortplanting
De broedkolonies liggen dicht bij de zee. Het bonte stormvogeltje bouwt zijn nest in rotsspleten. Het broedseizoen duurt van oktober tot december. Het vrouwtje legt één ei dat gedurende 50 tot 59 dagen wordt bebroed. Na 52 tot 67 dagen is de jonge vogel zelfstandig.

## Verspreiding en leefgebied
Het bonte stormvogeltje broedt op afgelegen eilanden in het zuidelijke gebied van de Atlantische Oceaan, zoals Tristan da Cunha, maar ook in Australië en Nieuw-Zeeland. In het noordelijke halfrond zijn er kolonies op de Kaapverdische Eilanden, de Canarische Eilanden en de Ilhas Selvagens. Buiten het broedseizoen mijden ze het land.
De soort telt zes ondersoorten:
- P. m. hypoleuca: Madeira en de Canarische eilanden.
- P. m. eadesorum: Kaapverdië.
- P. m. marina: Tristan da Cunha en Gougheiland.
- P. m. dulciae: de eilanden nabij zuidelijk Australië.
- P. m. maoriana: Stewarteiland, Aucklandeilanden, Chathameilanden en andere eilanden van Nieuw-Zeeland.
- P. m. albiclunis: Kermadeceilanden.

## Bedreiging
Op sommige sub-Antarctische eilanden worden ze aangevallen door uitheemse katten en ratten. Vee verwoest soms hun broedgebieden. Ze vallen ook ten prooi aan vissersboten.

## Status
De grootte van de populatie is in 2004 geschat op minstens 4 miljoen vogels. Op de Rode lijst van de IUCN heeft deze soort de status niet bedreigd.

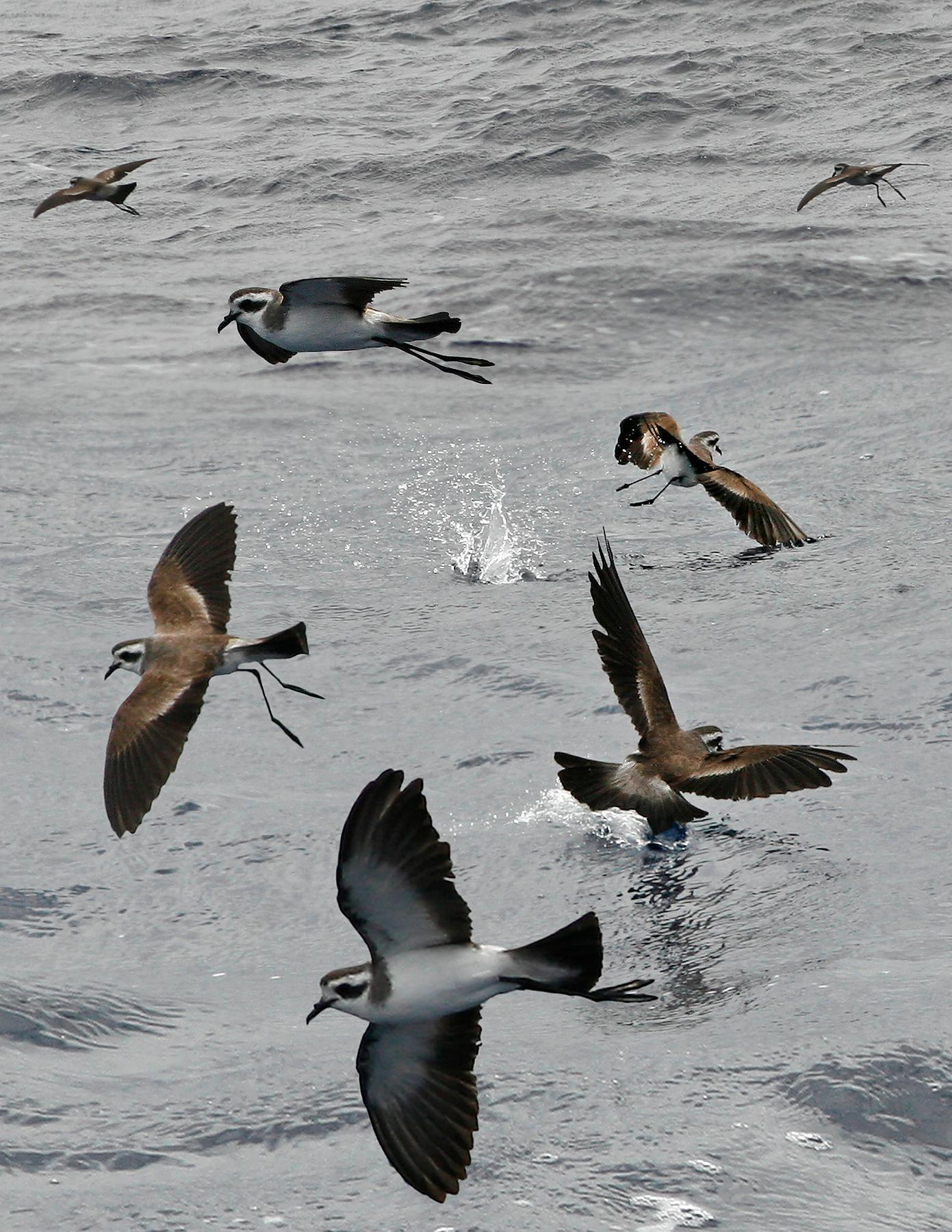
Afbeelding uit de Crossley ID Guide Eastern Birds